# Javi Gracia
Javier „Javi” Gracia Carlos  (ur. 1 maja 1970 w Pampelunie) – hiszpański trener i piłkarz, grający na pozycji pomocnika.

## Kariera piłkarska
Gracia grał w juniorskich zespołach takich klubów jak CA Osasuna, UDC Chantrea czy też Athletic Bilbao. W 1989 roku rozpoczął grę w rezerwach Athletiku. W 1992 roku został piłkarzem UE Lleida. Po roku przeniósł się do Realu Valladolid. Po dwóch latach gry w tym zespole został piłkarzem Realu Sociedad. W 1999 roku odszedł do klubu Villarreal CF. Po trzech latach zakończył współpracę z tym klubem. W 2003 roku został piłkarzem klubu Córdoba CF. W 2004 roku ogłosił zakończenie piłkarskiej kariery.

## Kariera trenerska
W 2004 roku Gracia rozpoczął karierę trenerską obejmując drużynę juniorów Villarrealu. Po roku odszedł jednak z tego stanowiska. W 2007 roku został trenerem Pontevedra CF, z którą awansował do Segunda División. W 2008 roku objął Cádiz CF i również poprowadził ich do awansu do drugiej ligi. W 2010 roku powrócił do Villarrealu, zostając trenerem rezerw tego klubu. W 2011 roku został trenerem greckiego klubu Olympiakos Wolos, jednak szybko został zwolniony z tego stanowiska. Kilka miesięcy później został trenerem AO Kerkira. W 2012 roku powrócił do Hiszpanii obejmując klub UD Almería. Po roku ponownie zmienił zespół zostając trenerem CA Osasuna. W 2014 roku objął zespół Málaga CF. Po dwóch latach pracy zdecydował się przenieść do rosyjskiego klubu Rubin Kazań. W 2017 roku został jednak zwolniony z tego klubu. 21 stycznia 2018 roku został ogłoszony trenerem angielskiego klubu Watford F.C.. 7 września 2019 roku został zwolniony z tego stanowiska. 27 lipca 2020 roku ponownie wrócił do swojej ojczyzny, zostając trenerem klubu Valencia CF. 6 grudnia 2021 został następcą Xaviego w katarskim klubie Al-sadd.